# Perlodes stigmata
Perlodes stigmata is een steenvlieg uit de familie Perlodidae. De wetenschappelijke naam van de soort is voor het eerst geldig gepubliceerd in 1994 door Ra, Kim, Kang & Ham.